# Бургуен-Жальє
Бургуе́н-Жальє́, Бурґуен-Жальє (фр. Bourgoin-Jallieu) — місто та муніципалітет у Франції, у регіоні Овернь-Рона-Альпи, департамент Ізер. Населення — 29 577 осіб (01.01.2021).
Муніципалітет розташований на відстані близько 430 км на південний схід від Парижа, 39 км на південний схід від Ліона, 60 км на північний захід від Гренобля.

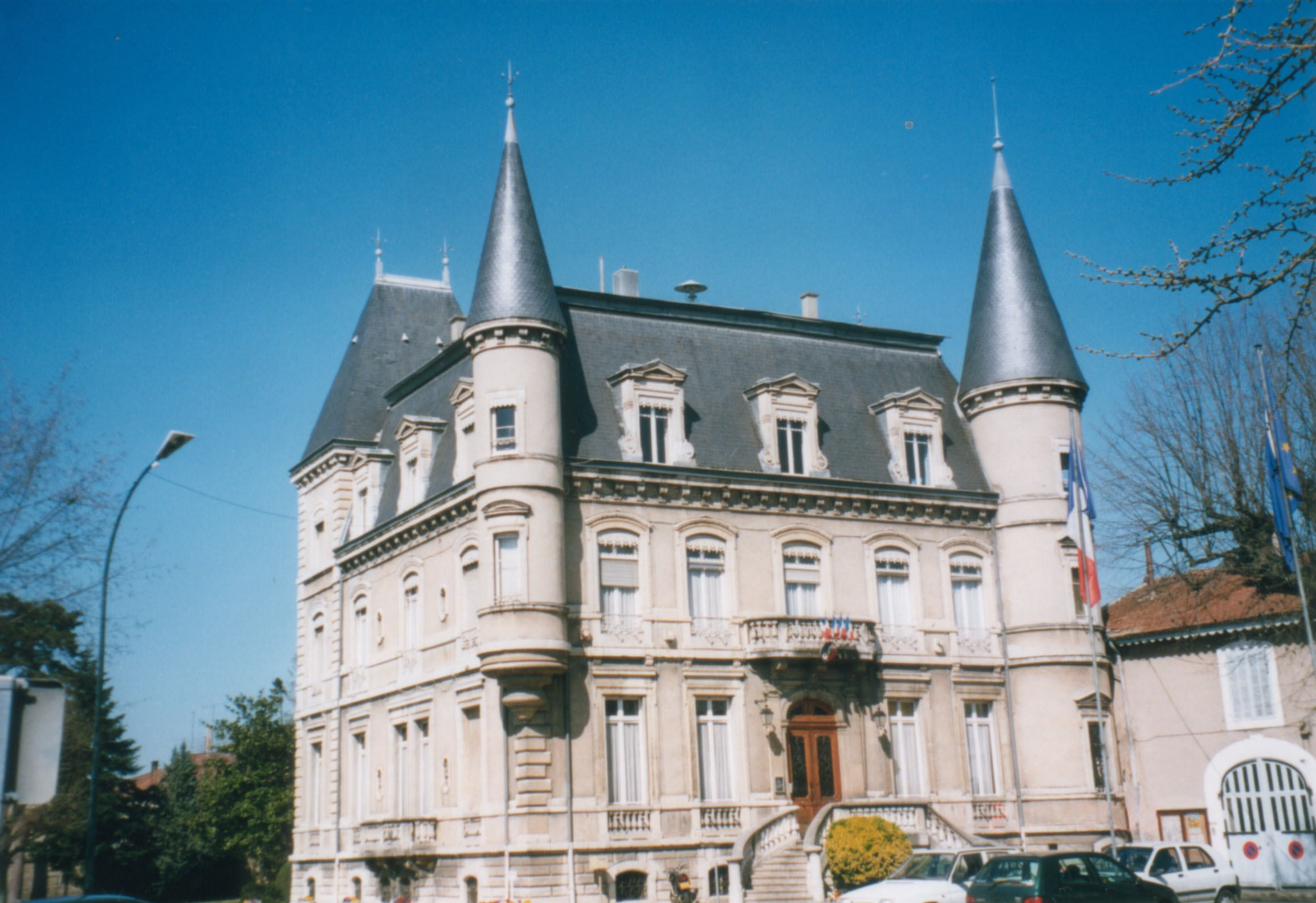
Mairie de Bourgoin-Jallieu

## Історія
До 2015 року муніципалітет перебував у складі регіону Рона-Альпи. Від 1 січня 2016 року належить до нового об'єднаного регіону Овернь-Рона-Альпи.

## Демографія
Динаміка населення (Ehess і INSEE ):
Розподіл населення за віком та статтю (2006):
| Стать | Всього | До 15 років | 15-24 | 25-44 | 45-64 | 65-85 | Понад 85 |
| --- | ------ | ----------- | ----- | ----- | ----- | ----- | -------- |
| Чоловіки | 11 194 | 2093        | 1716  | 3177  | 2629  | 1443  | 136      |
| Жінки | 12 450 | 2066        | 1644  | 3173  | 3063  | 2089  | 415      |
| \| Статево-вікова піраміда \| Статево-вікова піраміда \| Статево-вікова піраміда \| \| ----------------------- \| ----------------------- \| ----------------------- \| \| Чоловіки \| Вік \| Жінки \| \| 136 \| 85 + \| 415 \| \| 207 \| 80-84 \| 410 \| \| 377 \| 75-79 \| 575 \| \| 395 \| 70-74 \| 568 \| \| 464 \| 65-69 \| 536 \| \| 534 \| 60-64 \| 579 \| \| 696 \| 55-59 \| 821 \| \| 667 \| 50-54 \| 814 \| \| 732 \| 45-49 \| 849 \| \| 762 \| 40-44 \| 828 \| \| 731 \| 35-39 \| 766 \| \| 832 \| 30-34 \| 762 \| \| 852 \| 25-29 \| 817 \| \| 894 \| 20-24 \| 890 \| \| 822 \| 15-20 \| 754 \| \| 739 \| 10-14 \| 705 \| \| 627 \| 5-9 \| 631 \| \| 727 \| 0-4 \| 730 \| |        |             |       |       |       |       |          |
| Статево-вікова піраміда |        |             |       |       |       |       |          |
| Чоловіки | Вік    | Жінки       |       |       |       |       |          |
| 136 | 85 +   | 415         |       |       |       |       |          |
| 207 | 80-84  | 410         |       |       |       |       |          |
| 377 | 75-79  | 575         |       |       |       |       |          |
| 395 | 70-74  | 568         |       |       |       |       |          |
| 464 | 65-69  | 536         |       |       |       |       |          |
| 534 | 60-64  | 579         |       |       |       |       |          |
| 696 | 55-59  | 821         |       |       |       |       |          |
| 667 | 50-54  | 814         |       |       |       |       |          |
| 732 | 45-49  | 849         |       |       |       |       |          |
| 762 | 40-44  | 828         |       |       |       |       |          |
| 731 | 35-39  | 766         |       |       |       |       |          |
| 832 | 30-34  | 762         |       |       |       |       |          |
| 852 | 25-29  | 817         |       |       |       |       |          |
| 894 | 20-24  | 890         |       |       |       |       |          |
| 822 | 15-20  | 754         |       |       |       |       |          |
| 739 | 10-14  | 705         |       |       |       |       |          |
| 627 | 5-9    | 631         |       |       |       |       |          |
| 727 | 0-4    | 730         |       |       |       |       |          |

## Економіка
2010 року серед 16 765 осіб працездатного віку (15—64 років) 12 421 була активною, 4344 — неактивними (показник активності 74,1%, у 1999 році було 71,9%). З 12 421 активної мешканців працювало 10 476 осіб (5533 чоловіки та 4943 жінки), безробітними було 1945 (983 чоловіки та 962 жінки). Серед 4344 неактивних 1356 осіб було учнями чи студентами, 1194 — пенсіонерами, 1794 були неактивними з інших причин.

У 2010 році в муніципалітеті числилось 11823 оподатковані домогосподарства, у яких проживали 25941,0 особи, медіана доходів виносила 17 199 євро на одного особоспоживача

## Уродженці
- Кевін Монне-Паке (*1988) — відомий французький футболіст, нападник.